# Alleanza austro-serba del 1881
L'alleanza austro-serba del 1881 (nota anche come Convenzione segreta; in serbo Тајна конвенција?) fu un trattato bilaterale segreto firmato a Belgrado il 28 giugno 1881 da Gabriel Freiherr Herbert-Rathkeal per conto dell'Impero austro-ungarico e da Čedomilj Mijatović per conto del Principato di Serbia. La convenzione trasformò effettivamente la Serbia in uno stato vassallo dell'Austria-Ungheria e determinò la sua adesione per procura alla successiva Triplice Alleanza (1882).
I Balcani erano stati divisi in sfere di influenza, dove l'Austria ne occupava la parte occidentale (compresa la Serbia) e la Russia quella orientale (compresa la Bulgaria). Il trattato subentrò dopo la convenzione ferroviaria del 6 aprile 1881 per la costruzione della sezione Belgrado-Niš della ferrovia Vienna-Costantinopoli, e il trattato commerciale del 6 maggio 1881 che rese l'Austria-Ungheria sostanzialmente l'unico mercato per i prodotti agricoli dalla Serbia e quindi dominante.
In seguito al Trattato di Berlino (1878), la Serbia scelse di accettare l'Austria come suo Stato protettore, mentre la Russia lo divenne per la Bulgaria. Tuttavia, la conclusione della convenzione venne accolta con risentimento e opposizione da parte delle sezioni russofile della classe politica in Serbia, compresa l'opposizione da parte dell'allora primo ministro Milan Piroćanac.
In base al trattato, l'Austria-Ungheria si impegnava a sostenere la dinastia degli Obrenović, a riconoscere il principe serbo come re, e a riconoscere le rivendicazioni territoriali della Serbia verso sud; in cambio, i serbi si impegnavano a non consentire alcuna agitazione o attività militare contraria agli interessi austro-ungarici, che includevano in particolare quelli in Bosnia-Erzegovina e nel Sangiaccato di Novi Pazar; tutti i trattati esteri della Serbia dovevano ottenere la previa approvazione di Vienna.